# The Joy Riders
The Joy Riders è un cortometraggio del 1913 diretto da Allen Curtis e interpretato da Louise Fazenda. Prodotto e distribuito dall'Universal Film Manufacturing Company, il film uscì in sala il 13 dicembre 1913.